# Exact Audio Copy
Exact Audio Copy, ou simplesmente EAC, é um software gratuito codificador (ripper) e gravador de CD para Windows. Foi criado por Andre Wiethoff, um estudante da Universidade de Dortmund, na Alemanha.
O EAC é usado para converter as faixas de CD áudio padrão para formatos como FLAC, MP3 e vorbis.